# Kabinet-Boerhanoeddin Harahap
Het kabinet-Boerhanoeddin Harahap was een Indonesisch kabinet gedurende ongeveer zeven maanden in de jaren 1955-1956. Het kabinet werd geleid door minister-president Boerhanoeddin Harahap. Het kabinet was een overgangskabinet tijdens de parlementsverkiezingen van 1955 dat ontslag nam nadat de verkiezingsuitslag bekend was en de eerste gekozen Volksvertegenwoordigingsraad zitting kon nemen in maart 1956.

## Formatie
Het voorgaande kabinet-Ali Sastroamidjojo I was op 24 juli 1955 gevallen over een conflict met het leger. Hierop trad vicepresident Mohammed Hatta op als informateur van 26 tot 28 juli, en hij wees daarna Soekiman Wirjosandjojo van de Masjoemi-partij, Wilopo van PNI en de onafhankelijke Assaat aan als formateurs. Er werd al gauw afgesproken dat er een kabinet zou moeten komen met drie algemeen geaccepteerde taken: het herstellen van de relatie met het leger, zorg dragen voor vertrouwen in de politiek onder het volk en het organiseren van verkiezingen. Qua inhoud was het dus geen probleem om een kabinet te vormen, maar het kiezen van de bijbehorende ministers bleek een breekpunt, vooral omdat zowel Masjoemi als PNI de minister-president wilden leveren.
Op 3 augustus wees Hatta Boerhanoeddin Harahap van Masjoemi aan als nieuwe formateur. Dit was een jongere politicus en hij zou wellicht meer geaccepteerd worden door alle partijen en stromingen. Ook hem lukte het niet om Masjoemi en PNI te verenigen, maar hij wist wel een kabinet te vormen bestaand uit een brede coalitie van 12 partijen. De PNI ging in de oppositie, net als de Communistische Partij van Indonesië (PKI).
Het samengestelde kabinet bestond uit Masjoemi (4 ministers), PIR-Hazairin (2), PSII (2), democraten (1), Nahdlatul Ulama (2), Indonesische Socialistische Partij PSI (2), de Katholieke Partij (1), de Arbeiderspartij (2), de Nationale Volkspartij PRN (2), Parindra (2), de Indonesische Christelijke Partij Parkindo (1), de Indonesische Volkspartij PRI (1) en een onafhankelijk minister.

## Kabinetsprogramma
Het kabinetsprogramma van het kabinet-Boerhanoeddin Harahap bestond uit zeven punten:
1. Het herstellen van het moreel gezag van de overheid en het vertrouwen van zowel het volk als de landmacht.
2. Uitvoeren van verkiezingen en samenstellen van een nieuw parlement.
3. Voltooien van wetgeving in het kader van decentralisatie.
4. Oplossen van de factoren die zorgen voor te hoge inflatie.
5. Tegengaan van corruptie.
6. Voortgaan met de strijd om West-Irian aan Indonesië toe te voegen.
7. Doorontwikkelen van de Aziatisch-Afrikaanse samenwerking volgend op de Bandungconferentie op basis van onafhankelijke en actieve politiek voor de wereldvrede.

In de kabinetsperiode werden met succes parlementsverkiezingen georganiseerd voor zowel de Volksvertegenwoordigingsraad (29 september) als de Konstituante (15 december). Het kabinet wist ook de relatie met het leger te herstellen door Abdul Harris Nasution als nieuwe stafchef aan te stellen. Daarnaast zegde het kabinet de Nederlands-Indonesische Unie op.
Bij beide verkiezingen werd oppositiepartij PNI de grootste partij en PKI de vierde, waardoor het kabinet onder druk kwam te staan van een sterker wordende oppositie. Op 3 maart diende het kabinet ontslag in, zodat er een nieuw kabinet samengesteld kon worden op basis van de nieuwe verhoudingen in het parlement.

## Samenstelling
| Nr. | Ministerspost        | Minister | Minister                                             | Partij       |
| --- | -------------------- | -------- | ---------------------------------------------------- | ------------ |
| 1   | Minister-president   |          | Boerhanoeddin Harahap                                | Masjoemi     |
| 1   | Vicepremiers         |          | R. Djanoe Ismadi                                     | PIR-Hazairin |
| 1   | Vicepremiers         |          | Harsono Tjokroaminoto                                | PSII         |
| 2   | Buitenlandse Zaken   |          | Ide Anak Agung Gde Agung                             | Democraat    |
| 3   | Binnenlandse Zaken   |          | Soenarjo (tot 19 januari 1956)                       | NU           |
| 3   | Binnenlandse Zaken   |          | Soeroso (vanaf 19 januari 1956)                      | Parindra     |
| 4   | Defensie             |          | Boerhanoeddin Harahap                                | Masjoemi     |
| 5   | Justitie             |          | Lukman Wiriadinata                                   | PSI          |
| 6   | Informatie           |          | Sjamsuddin Sutan Makmur                              |              |
| 7   | Financiën            |          | Soemitro Djojohadikoesoemo                           | PSI          |
| 8   | Handel               |          | I.J. Kasimo                                          | PK           |
| 9   | Landbouw             |          | Mohammad Sardjan                                     | Masjoemi     |
| 10  | Transport            |          | Frits Laoh                                           | PRN          |
| 11  | Openbare Werken      |          | Soeroso (vanaf 26 augustus 1955)                     | Parindra     |
| 12  | Arbeid               |          | Sutan Muchtar Abidin                                 | PB           |
| 13  | Sociale Zaken        |          | Soedibjo (tot 18 januari 1956)                       | PSII         |
| 13  | Sociale Zaken        |          | Sutomo (vanaf 18 januari 1956)                       | PRI          |
| 14  | Onderwijs en Cultuur |          | Soewandi Notokoesoemo (vanaf 26 augustus 1955)       | Parindra     |
| 15  | Godsdienst           |          | Mohammad Iljas (tot 19 januari 1956)                 | NU           |
| 15  | Godsdienst           |          | Mohammad Sardjan (ad-interim, vanaf 19 januari 1956) | Masjoemi     |
| 16  | Gezondheid           |          | Johannes Leimena                                     | Parkindo     |
| 17  | Grondzaken           |          | Gunawan                                              | PRN          |
| 18  | Ministers van Staat  |          | Abdul Hakim Harahap                                  | Masjoemi     |
| 18  | Ministers van Staat  |          | Sutomo (voor zaken m.b.t. oud-verzetsstrijders)      | PRI          |
| 18  | Ministers van Staat  |          | Gumala Adjaib Nur                                    | PIR-Hazairin |